# Alejandro Campos
Alejandro Tomás Campos (Buenos Aires, 21 de abril de 1983) es un exrugbista argentino que se desempeñaba mayoritariamente como ala. Fue internacional con los Pumas de 2007 a 2011.

## Carrera
Debutó en la primera del Pueyrredón Rugby Club en 2002 y en 2008 se convirtió en profesional, uniéndose al ASM Clermont Auvergne del francés Top 14. Regresó a Pueyrredón en 2012 y allí se retiró en 2019.
Su último paso como profesional fue en el Sporting Union Agen, que tras su ascenso lo contrató de refuerzo. En octubre de 2010 se lesionó gravemente, una hernia discal, desde entonces su nivel bajó y nunca logró recuperarlo; volvió a jugar como aficionado dos años después.

## Selección nacional
Santiago Phelan lo convocó a los Pumas para disputar el Sudamericano de Rugby A y allí debutó ante los Cóndores. Se afianzó en todas las convocatorias hasta su lesión de 2010, regresando más de un año después contra los Dragones rojos y justo antes de la Copa Mundial.
En total jugó quince pruebas y marcó un try, de las potencias enfrentó a los All Blacks, la Rosa y Les Bleus.

### Participaciones en Copas del Mundo
Phelan lo llevó a Nueva Zelanda 2011 como suplente del titular Julio Farías Cabello y aquí disputó sus últimas pruebas. Jugó contra la Rosa, fue titular ante Rumania e ingresó frente a los All Blacks.
| Mundial                       | Sede          | Resultado        | PJ | Tries |
| ----------------------------- | ------------- | ---------------- | -- | ----- |
| Copa Mundial de Rugby de 2011 | Nueva Zelanda | Cuartos de final | 3  | 0     |

## Palmarés
- Campeón del Sudamericano de Rugby A de 2007 y 2010.